# Teima Onorio
Teima Onorio (également écrit Teimwa Onorio), née en 1963, est une femme politique kiribatienne, vice-présidente de la république des Kiribati de 2003 à 2016.

## Biographie
Elle est la fille de Rota Onorio, président du Conseil d'État, qui assume l'intérim des fonctions de président de la République du 10 décembre 1982 au 18 février 1983.
Députée de la circonscription d'Arorae à la Maneaba ni Maungatabu (le Parlement national) de 1998 à 2002, elle de nouveau élue en 2007 et réélue en 2011, puis en 2015.
Elle est nommée vice-présidente de la République en 2003,, sous la présidence d'Anote Tong, avant d'être confirmée à ses côtés en 2007 puis en 2012. Elle est également ministre du Commerce, de l'Industrie et des Coopératives, après avoir été ministre de l'Éducation, de la Jeunesse et des Sports.
En sa qualité de vice-présidente de la république des Kiribati, elle représente l'Alliance des petits États insulaires auprès des Nations unies, s'exprimant au sujet du changement climatique.